# Zopyrion satyrina
Zopyrion satyrina is een vlinder uit de familie van de dikkopjes (Hesperiidae). De wetenschappelijke naam van de soort werd voor het eerst geldig gepubliceerd in 1867 door Felder & Felder.